# Едвард Клосинський

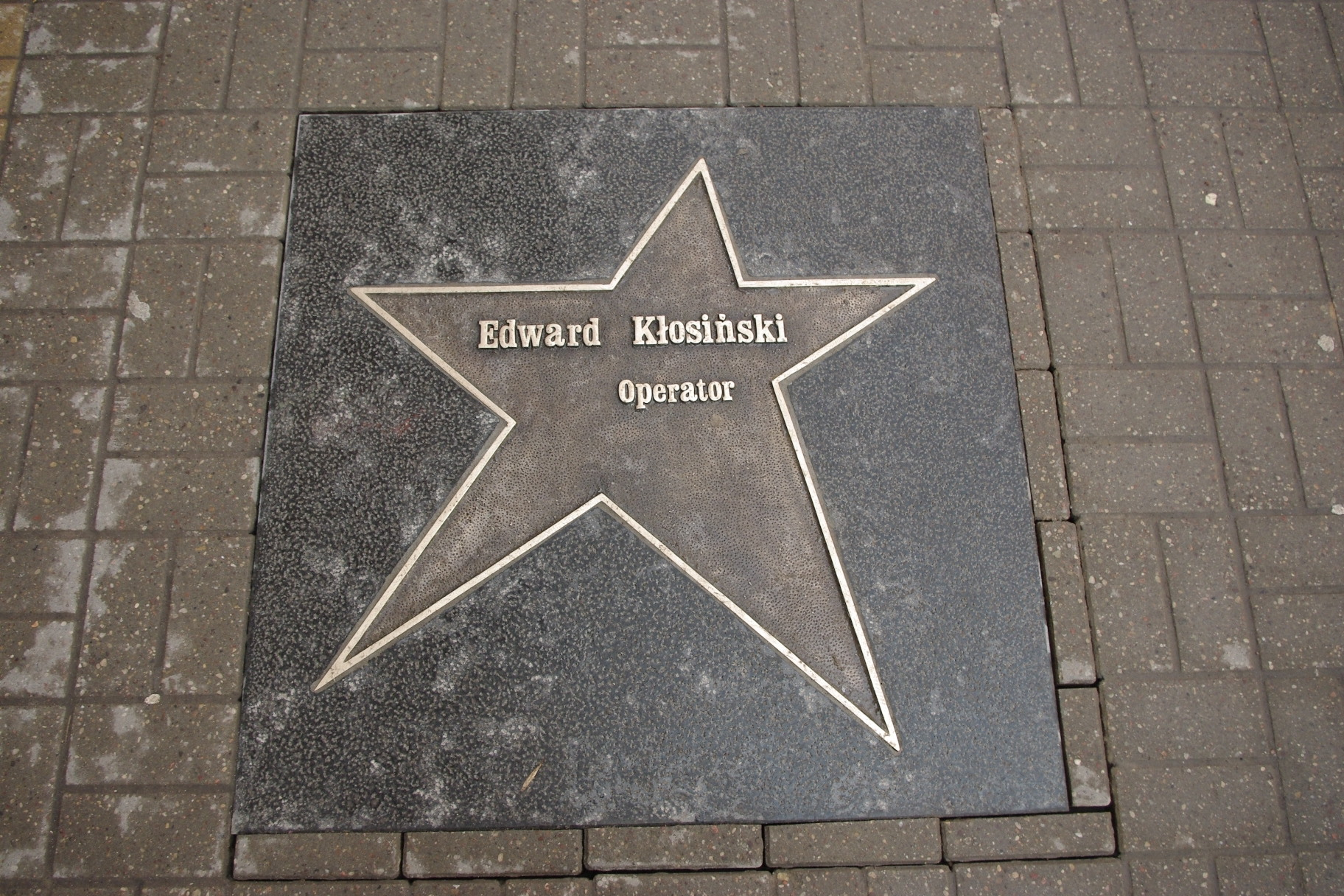
Зірка Е. Клосинського на Алеї зірок у Лодзі

Е́двард Стефан Клоси́нський (пол. Edward Stefan Kłosiński; нар. 2 січня 1943, Варшава, Польща — пом. 2 січня 2008, Мілянувек, Мазовецьке воєводство, Польща) — польський кінооператор.

## Біографія
Едвард Клосинський народився 2 січня 1943 року у Варшаві, Польща. У 1967 році закінчив Вищу кіношколу в Лодзі. Знімав документальні фільми, працював на телебаченні і в театрі (з Анджеєм Вайдою, Конрадом Свінарніком) та ін.
C 1980-х років Клосинський часто працював у Федеративні Республіці Німеччини. Зняв понад 70 фільмів. Як кіноператор він працював з Кшиштофом Кесльовським («Декалог 2», 1988 та «Три кольори: Білий», 1993), з Анджеєм Вайдой («Людина з мармуру», 1976 та «Людина із заліза», 1981), з Ларсом фон Трієром («Європа», 1991) і Кшиштофом Зануссі («Життя як смертельна хвороба, що передається статевим шляхом», 2000).
Едвард Клосинський був лауреатом національних та міжнародних кінофестивалів, зокрема в Мадриді, Сіджасі, Монте-Карло, Мюнхені і Панамі. Він є співзасновником Театру «Полонія» (пол. Teatr „Polonia”) у Варшаві.
Помер Едвард Клосинський 2 січня 2008 року від раку легень на 66-му році життя. Був похований 15 січня 2008 року на лютеранському кладовищі Варшави. Його пам'яті присвячено фільм А. Вайди «Аїр» (2009).

## Особисте життя
Едвард Клосинський був одружений з акторкою Крістіною Яндою (зіграла головну роль у «Декалозі 2», оператором якого був чоловік), має двох синів та доньку від першого шлюбу.

## Фільмографія (вибіркова)
Кінематограф
- 1971: Ще чутний спів й іржання коней / Jeszcze slychac spiew i rzenie koni
- 1972: Втекти якомога ближче / Uciec jak najblizej
- 1973: Ілюмінація / Iluminacja
- 1974: Земля обітована / Ziemia obiecana
- 1976: Захисні кольори / Barwy ochronne
- 1976: Людина з мармуру / Czlowiek z marmuru
- 1977: Кімната з видом на море / Pokój z widokiem na morze
- 1977: Розпорядник балу / Wodzirej
- 1978: Спіраль / Spirala
- 1978: Без наркозу / Bez znieczulenia
- 1979: Панночки з Вілько / Panny z Wilka
- 1979: Шанс / Szansa
- 1981: Людина із заліза / Czlowiek z zelaza
- 1981: Дитячі питання / Dziecinne pytania
- 1982: Мати Королів / Matka Królów
- 1983: Белла Донна / Bella Donna
- 1985: Поліцейський і дівчина / Der Bulle & das Mädchen
- 1985: Хроніка любовних подій / Kronika wypadków milosnych
- 1986: Га, га. Слава героям / Ga, ga. Chwała bohaterom
- 1987: Чарівні палички / Magic Sticks
- 1988: І скрипки перестали грати / And the Violins Stopped Playing
- 1990: Ласкаво просимо / Herzlich willkommen
- 1990: Смертельний круїз / Der Skipper
- 1991: Європа / Europa
- 1991: Польська кухня / Kuchnia polska
- 1991: Життя за життя / Zycie za zycie
- 1993: Три кольори: Білий / Trois couleurs: Blanc
- 1992: Жайворонок / Pestka
- 1997: Дуже чисте повітря / n air si pur...
- 1999: Тиждень з життя чоловіка / Tydzień z życia mężczyzny
- 1999: Похмуре воскресіння / Gloomy Sunday — Ein Lied von Liebe und Tod
- 2000: Життя як смертельна хвороба, що передається статевим шляхом / Zycie jako smiertelna choroba przenoszona droga plciowa
- 2000: Прощання — Минуле літо Брехта / Abschied — Brechts letzter Sommer
- 2002: Шопен. Прагнення кохання / Chopin. Pragnienie milosci
- 2002: Вроджений / Gebürtig
- 2002: Доповнення / Suplement
- 2002: Суперпродукція / Superprodukcja
- 2003: СуперТекс / SuperTex
- 2003: Погода на завтра / Pogoda na jutro
- 2004: Вінчі, або Ва-банк 3 / Vinci
- 2005: Солідарність, Солідарність... / Solidarnosc, solidarnosc...
- 2005: Персона нон грата / Persona non grata
- 2006: Ми усе Христи / Wszyscy jestesmy Chrystusami
- 2007: Кохання приходить пізно / Love Comes Lately

Телебачення
- 1970: Добраніч / Na dobranoc
- 1971: Матео Фальконе / Mateo Falcone
- 1971: Фініш / Meta
- 1974: Розслідування / Sledztwo
- 1976-77: Польські дороги (серіал) / Polskie drogi
- 1977: Клас, що помер / Umarla klasa
- 1980: З плином років, з плином днів... (серіал) / Z biegiem lat, z biegiem dni...
- 1984: Варіант Грюнштейна / Die Grünstein-Variante
- 1984: Блідо-блакитний лист жінки / Eine blaßblaue Frauenschrift
- 1988: Декалог (серіал) / Dekalog
- 1996: Дамський інтерес / Damski interes z cyklu 'Opowiesci weekendowe'
- 1996: Вічний урок / Urok wszeteczny z cyklu 'Opowiesci weekendowe'
- 1997: Слабка віра / Slaba wiara z cyklu 'Opowiesci weekendowe'
- 1998: Король Санкт-Паулі (міні-серіал) / Der König von St. Pauli
- 2001: Заховані коштовності / Skarby ukryte z cyklu 'Opowiesci weekendowe'
- 2007: Мій старий друг Фріц / Mein alter Freund Fritz